# Rubus dethardingii
Rubus dethardingii är en rosväxtart som beskrevs av Ernst Hans Ludwig Krause. Rubus dethardingii ingår i släktet rubusar, och familjen rosväxter. Inga underarter finns listade i Catalogue of Life.